# 新鹿海水浴場
新鹿海水浴場（あたしかかいすいよくじょう）は、三重県熊野市新鹿町にある海水浴場である。
東紀州随一の水質とその特異な地形から多くの日本人、訪日外国人に人気のビーチである。

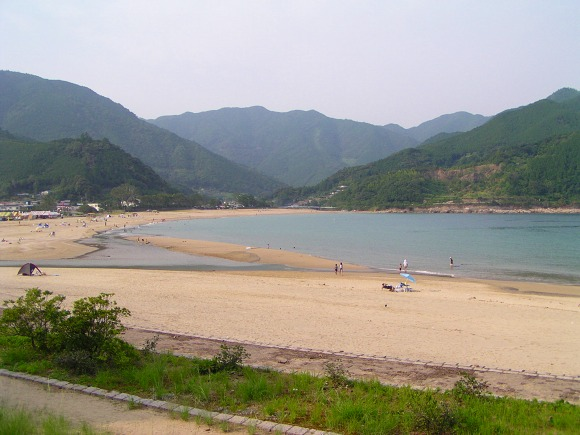
新鹿海水浴場

## 特徴
三重県南部の吉野熊野国立公園内に位置し、黒潮踊る熊野灘沿岸におけるリアス式海岸の中の新鹿湾に面し、夏場は多くの海水浴客で賑わう。
砂浜全般の砂質は白く細かい。水質は三重県の遊泳場の中でも最高評価の水質でAAにランクされている（2010年調査）。
1998年（平成10年）に環境庁（現：環境省）の選定する「日本の水浴場55選」（現在は日本の水浴場88選）に選出。環境省による「快水浴場百選」にも選出。

## 交通アクセス

### 公共交通機関
- 東海旅客鉄道（JR東海）紀勢本線 新鹿駅から徒歩5分。
  - シーズン中は特急南紀（ワイドビュー南紀）が一部臨時停車する場合がある。

### 自家用車
- 大阪、奈良方面から
国道169号、国道309号経由で終点・熊野市飛鳥町小阪の小阪交差点を国道42号へ右折、同42号熊野市の大泊海岸交差点より国道311号、大泊海岸交差点から約15分。または国道309号の熊野市飛鳥町佐渡（信号なし・神山簡易郵便局前）の交差点を県道737号へ左折、同737号の小阪橋東の交差点を国道42号へ右折、同42号の小阪小学校北の交差点を左折より県道737号。
- 和歌山方面から
国道42号熊野市の大泊海岸交差点より国道311号で約15分。
- 名古屋方面から
紀勢自動車道 紀伊長島ICより国道42号・同311号経由で約1時間35分。また国道42号尾鷲市の新矢野川橋西交差点より国道311号で約40分等、ルートが複数有り。
- 熊野尾鷲道路 熊野新鹿ICよりすぐ。